# Thor: Sötét világ
A Thor: Sötét világ (eredeti cím: Thor: The Dark World) 2013-ban bemutatott amerikai szuperhősfilm, melynek rendezője Alan Taylor, forgatókönyvírói Christopher Yost, Christopher Markus és Stephen McFeely, zeneszerzője Brian Tyler. A 2011-ben készült Thor című film folytatása és a marvel-moziuniverzum nyolcadik filmje. A főszerepben Chris Hemsworth mint címszereplő Thor, Natalie Portman, Tom Hiddleston, Anthony Hopkins, Stellan Skarsgård, Idris Elba, Christopher Eccleston, Adewale Akinnuoye-Agbaje, Kat Dennings, Ray Stevenson, Zachary Levi, Aszano Tadanobu, Jaimie Alexander és Rene Russo látható.
Az Amerikai Egyesült Államokban 2013. november 8-án debütált, Magyarországon november 14-én mutatták be a Fórum Hungary forgalmazásában.
A Taika Waititi által rendezett folytatás, a Thor: Ragnarök 2017-ben került a mozikba, míg a negyedik film, a Thor: Szerelem és mennydörgés a tervek szerint 2022. július 8-án jelenik meg.

## Történet
A világ létrejötte előtt csak sötétség volt, amiben a sötét elfek lakoztak. Az egyik ilyen elf, Malekith egy legendás fegyver, az Aether megszerzésén fáradozik, hogy erejével visszahozza a világba a sötétséget. Odin apja, Borg ezt nem hagyta, és teljes erejével visszavonulásra késztette Malekithet és megszerezte az Aethert. Borg tudta, hogy az Aether túl erős ahhoz, hogy megsemmisítsék, ezért elrejtette egy olyan helyre, ahol senki sem találhatja meg.
Napjaink Asgardjában újraépítették a Bifrösztöt a Thor végén történt megsemmisülés után, a villámlás istene pedig harcostársaival két év alatt elérte, hogy újra béke legyen a 9 világban. Odin szerint Thor végre készen áll arra, hogy uralkodjon – míg Lokit a Bosszúállók eseményei után életfogytiglani börtönre ítélik -, ám szíve mind jobban Midgard felé húz szerelme, Jane Foster miatt. Ezalatt Jane próbál túllépni Thor-on, kevés sikerrel, miközben a konvergenciát, a kilenc világ együttállását tanulmányozza gyakornokával, Darcy-val valamint annak gyakornokával, Ian-nel. Épp egy anomáliákkal teli területre bukkannak, amikor Jane az egyik ilyenen átkelve megtalálja az Aether-t, ami beléköltözik – ennek hatását pedig a sötét elfek is megérzik, és felkelnek hosszú álmukból. Miközben az Aether beleolvas Jane-be Heimdall, a Bifröszt kapuőre nem látja őt, ezért Thor a Földre megy, ahol látva a Jane-t uraló pusztító erőt – amit egy rendőr váltott ki – magával viszi őt Asgardba.
Odin kezdetben kérdőre vonja fiát, ám látva a Jane-t uraló erőt biztossá válik abban, hogy az Aether vette uralma alá a nőt. Hamarosan nagy veszélybe kerülnek, mert Malekith hadihajóval megérkezik Jane-ért. Az akcióban egyik Asgardba csempészett embere is segít, aki minden foglyot kienged – Loki kivételével. A harc során nem szerzik meg az Aether-t, viszont megölik Frigga-t, Odin feleségét, majd Malekith súlyos sérülése miatt visszavonulót fújnak. A düh vezette Odin az utolsó vérükig harcoltatná az asgardiakat a sötét elfek ellen, ám Thor szerint abba elbuknának, ezért barátaival megszöktetik Jane-t, hogy Malekith-et magukhoz csalva Thor elpusztítsa őt és az Aether-t is. Ehhez azonban egy titkos átjárón át kell kijutniuk Asgardból, amihez Loki segítségére lesz szükségük, akit nevelőanyja halála kikészített, ezért szintén bosszút akar állni a sötét elfeken.
A sötét elfekhez érve úgy tűnik, mintha Loki ismét elárulta volna testvérét: látszólag levágja annak egyik kezét, Jane-t pedig Malekith-ez viszi, cserébe látni akarja Asgard bukását. Ez azonban egy csapda, így miután Malekith kiszedte Jane-ből az Aether-t, Thor villámokat szórva próbálja elpusztítani azt, ám sikertelenül. Az Aether átköltözik Malekith-be, aki hadihajójával elindul, hátrahagyva pár katonát, hogy intézzék el Thor-ékat. Thor és Loki elbánik mindannyiukkal, ám az egyikük halálos sebet ejt Lokin, aki Thor karjai közt hal meg.
Jane az Aether által okozott látomásban látta, hogy Malekith a Földön indítaná el tervét, hogy a konvergencia középpontjánál szabadjára engedve az Aether-t sötétségbe borítsa a világot. Thor és Jane egy anomálián át sikeresen visszajut a Földre, ahol Darcy, Will és a pszichiátriáról kihozott Erik Selvig is a segítségükre lesz. Selvig kutatásai alapján kikövetkeztetik, hogy a konvergencia központja Greenwich-ben lesz, ezért odamennek, hogy Thor és Selvig anomáliákat okozó gépei segítségével próbálják féken tartani Malekith-et, amíg a konvergencia végbe nem megy. Ugyan cselekedetük hatásos, de nem elég, így Malekith meg tudja kezdeni a világ sötétségbe borítását, ám Thor két anomáliát okozó eszközzel leszedi Malekith kezeit, majd a harmadikat a mellkasába szúrva juttatja el őt egy másik világba, ahol a sötét elfek tönkrement hadihajója rázuhan.
Az események után Will és Darcy egymásba szeret -mert előbbi megmentette utóbbi életét -, Jane pedig visszavárja Thor-t, aki Odinnak tart számot az eseményekről. Odin az eset után végre úgy érzi, hogy Thor készen áll az uralkodásra, ám ő visszautasítja azt, mert nem tudná ellátni a feladatait. Odin ugyan nem kíván sok boldogságot Thor és Jane kapcsolatához, de útjára bocsátja fiát – viszont Thor távozása után kiderül, hogy valójában a halálát megjátszó Loki ült a trónon, Odinnak kiadva magát.
A stáblista közepénél lévő jelenetben a két asgardi harcos, Volstagg és Lady Sif felkeresik Taneleer Tivan-t, a Gyűjtőt. A duó átadja neki az Aether-t, ugyanis Asgardban már ott a Tesseract, és két végtelen követ egymás mellett tartani veszélyes. A Gyűjtő elfogadja a tárgyat, majd a duó távozása után annyit mond: "Egy megvan, még öt kell.", utalva ezzel a végtelen kövek számára. A stáblista utáni jelenetben láthatjuk, amint Thor visszatér a Földre Jane-hez, miközben a konvergencia alatt Jöttünheimből elszabadult lény egy elhagyott gyárterületen üldözi a madarakat.

## Szereplők
| Színész                   | Szerep                          | Magyar hang           | Leírás |
| ------------------------- | ------------------------------- | --------------------- | --- |
| Chris Hemsworth           | Thor                            | Nagy Ervin            | Bosszúálló és Asgard koronahercege, az azonos nevű skandináv mitológiai isten alapján.                                                                       |
| Natalie Portman           | Jane Foster                     | Zsigmond Tamara       | Asztrofizikus és Thor szerelmi érdeklődése, akit Thor a Földről hoz Asgardba, miután megfertőzte egy titokzatos energiával.                                  |
| Tom Hiddleston            | Loki                            | Csőre Gábor           | Thor örökbefogadott testvére és nemezise, aki az azonos nevű istenen alapul, és a sötét elfek ellen szövetkezik Thorral.                                     |
| Anthony Hopkins           | Odin                            | Tordy Géza            | Asgard királya, Thor apja és Loki nevelőapja, az azonos nevű isten alapján.                                                                                  |
| Stellan Skarsgård         | Erik Selvig                     | Máté Gábor            | Foster mentora és kollégája. |
| Idris Elba                | Heimdall                        | Barabás Kiss Zoltán   | A Bifröszt híd mindent látó, mindent halló asgardi őre, az azonos nevű mitológiai isten alapján.                                                             |
| Christopher Eccleston     | Malekith                        | Forgács Péter         | A svartalfheimi sötét elfek uralkodója. |
| Adewale Akinnuoye-Agbaje  | Kurse / Algrim                  | Eredeti nyelv         | Sötét elf, Malekith megbízható és hűséges hadnagya, aki szörnyű lénnyé változik, hogy elpusztítsa Thort.                                                     |
| Kat Dennings              | Darcy Lewis                     | Csondor Kata          | Politológia szakos hallgató, aki Foster-nél gyakornokoskodik.                                                                                                |
| Ray Stevenson             | Volstagg                        | Schneider Zoltán      | A három harcos egyik tagja, egy három asgardi kalandorból álló csoport, akik Thor legközelebbi bajtársai közé tartoznak, és mind kiadós étvágyáról ismertek. |
| Zachary Levi              | Fandral                         | Széles Tamás          | A három harcos egyik tagja, akit fékezhetetlen kardforgatóként és romantikusként jellemeznek.                                                                |
| Aszano Tadanobu           | Hogun                           | Kolovratnik Krisztián | A három harcos egyik tagja, Vanheim szülötte, elsősorban komor viselkedéséről ismerik fel.                                                                   |
| Jaimie Alexander          | Sif                             | Balogh Anna           | Asgardi harcos, Thor gyermekkori barátja és Foster vetélytársa, az azonos nevű istenség alapján.                                                             |
| Rene Russo                | Frigga                          | Kováts Adél           | Odin felesége, Asgard királynője, Thor anyja és Loki nevelőanyja, az azonos nevű mitológiai isten alapján.                                                   |
| Alice Krige               | Eir                             | Ősi Ildikó            | Asgardi orvos. |
| Chris O’Dowd              | Richard                         | Miller Zoltán         | Jane Foster udvarlója. |
| Benicio del Toro          | A Gyűjtő                        | Kaszás Gergő          | A galaxis legnagyobb csillagközi állat-, emlék- és fajgyűjteményének neves őrzője.                                                                           |
| Jonathan Howard           | Ian Boothby                     | Szabó Máté            | Darcy gyakornoka. |
| Tony Curran               | Bor                             | Király Attila         | Odin apja, az azonos nevű isten alapján. |
| Clive Russell             | Tyr                             | Törköly Levente       | Az Einherjar-őrség parancsnoka, és szorosan együttműködik Odinnal, az azonos nevű istenen alapul.                                                            |
| Chris Evans (cameoszerep) | Steve Rogers / Amerika Kapitány | Zámbori Soma          | Második világháborús veterán, akit egy kísérleti szérummal szuper erőssé vált, majd belefagyott a jégbe, mielőtt a modern világban felébredt volna.          |
| Stan Lee                  | önmaga                          | Kajtár Róbert         | Idős férfi az elmegyógyintézetben. |